# 164
164（百六十四、ひゃくろくじゅうよん、ひゃくろくじゅうし）は自然数、また整数において、163の次で165の前の数である。

## 性質
- 164は合成数であり、約数は 1, 2, 4, 41, 82 と 164 である。
  - 約数の和は294。
- 1/164 = 0.0060975… (下線部は循環節で長さは5)
  - 逆数が循環小数になる数で循環節が5になる4番目の数である。1つ前は123、次は205。
- 約数の和が164になる数は1個ある。(163) 約数の和1個で表せる37番目の数である。1つ前は162、次は171。
- 各位の和が11になる14番目の数である。1つ前は155、次は173。
- 164 = 82 + 102
  - 異なる2つの平方数の和で表せる49番目の数である。1つ前は160、次は169。(オンライン整数列大辞典の数列 A004431)
- 164 = 22 + 42 + 122 = 62 + 82 + 82
  - 3つの平方数の和2通りで表せる38番目の数である。1つ前は158、次は165。(オンライン整数列大辞典の数列 A025322)
  - 164 = 22 + 42 + 122
    - 異なる3つの平方数の和1通りで表せる51番目の数である。1つ前は162、次は168。(オンライン整数列大辞典の数列 A025339)
- 164 = 22 × 41
  - 2つの異なる素因数の積で p2 × q の形で表せる22番目の数である。1つ前は153、次は171。(オンライン整数列大辞典の数列 A054753)
- n = 4 のときの n2 と n を並べてできる数である。1つ前は93、次は255。(オンライン整数列大辞典の数列 A055436)

## その他 164 に関連すること
- 西暦164年
- 年始から数えて164日目は6月13日、閏年では6月12日。
- アルファロメオ・164
- 第164代ローマ教皇はインノケンティウス2世（在位：1130年2月14日～1143年9月24日）である。
- 164 × 10−2 = 1.64 は√e の数字列である。(オンライン整数列大辞典の数列 A019774)
- 164 × 10−2 = 1.64 はπ2/6 の近似値である。(バーゼル問題参照)(オンライン整数列大辞典の数列 A013661)
- 164 (音楽家) - 日本の音楽家、ボカロP。